# Mannerheimia arctica
Mannerheimia arctica är en skalbaggsart som först beskrevs av Wilhelm Ferdinand Erichson 1840.  Mannerheimia arctica ingår i släktet Mannerheimia, och familjen kortvingar. Arten är reproducerande i Sverige.